# Mandat des Himmels
Das Mandat des Himmels (chinesisch 天命, Pinyin Tiānmìng) war ein traditionelles Konzept der chinesischen Philosophie zur Herrschafts-Legitimation der Zhou-Dynastie und der späteren Kaiser von China. Der Himmel würde die Autorität eines gerechten Herrschers schützen, während er mit einem törichten Herrscher unzufrieden wäre und das Mandat an jemand anderen weitergeben würde.
Das Mandat hat keine zeitliche Begrenzung, wenn es gut erfüllt wird.

## Geschichte
Gemäß dem Buch der Urkunden – Abteilung Dokumente aus der Zhou-Dynastie (周書): Die Große Ansprache (大誥) – erklärte der Herzog von Zhou, der jüngere Bruder des zuvor verstorbenen Königs Wu, als Regent des Reiches und im Namen des jungen Königs Cheng dem Volk von Shang, dass deren König sein Mandat nur verloren habe, weil er seine Macht missbraucht habe. Dies bedeutete, dass ein legitimer Herrscher nicht von hoher Geburt sein musste. Zugleich aber diente diese Begebenheit zudem als Argument zur Legitimierung der Herrschaft der Gründer der Han- und Ming-Dynastie, die beide Personen niederer Herkunft waren.
Für Xunzi war der Begriff eine bloße Metapher für Legitimität.
Im Laufe der Entwicklung der politischen Konzepte Chinas wurde das Mandat schließlich mit dem Begriff des Dynastischen Zyklus verbunden.
Im Laufe der Übernahme verschiedener Begriffe der chinesischen Philosophie nach Japan wurde auch dort das Konzept vom Himmlischen Mandat (auf Japanisch: tenmei bzw. temmei) verwendet, um die Legitimität von politischer Herrschaft zu begründen. Im Nihonshoki wird damit der Feldzug des Jimmu-tennō gerechtfertigt, der durch Unterwerfungen letztlich den Frieden in seinem Reich garantiert. Mit eindeutigen Übernahmen und Paraphrasierungen aus konfuzianistischer Literatur wurden den Himmlischen Herrschern und Thronanwärtern Japans in der folgenden hagiographischen Geschichtsschreibung Tugenden zugesprochen, die den jeweiligen historischen Umständen gemäß dem Prinzip des Himmlischen Mandats entsprechen. In der japanischen Philosophie wird in der Folge immer wieder aus staatstheoretischer Sicht auf dieses Konzept rekurriert, so z. B. in der 17-Artikel-Verfassung. Es wurde aber darauf verzichtet, das chinesische Konzept des gerechten Herrschers zu übernehmen, dem zufolge es rechtmäßig sei, einen ungerechten Herrscher zu stürzen.

## Mandat des Himmels und Gottesgnadentum
Das Mandat des Himmels unterscheidet sich wesentlich vom europäischen Begriff Gottesgnadentum, der auch unkluge Herrschaft legitimierte, anstatt sie zu stürzen. Umgekehrt wurde ein erfolgreicher Umsturz als Beweis für das Ende des Mandats angesehen. Das bedeutete, ein Aufstand war falsch, solange er nicht erfolgreich war. Der philosophische Unterschied hatte wenig praktische Auswirkungen.
„Mandat des Himmels“ war auch der erste Äraname des Qing-Gründers Nurhaci, der damit seinen Anspruch auf den Kaiserthron der Ming geltend machen wollte.